# Бен Зільберманн
Бен Зільберманн (англ. Ben Silbermann; нар. 14 липня 1982) — американський інтернет-підприємець, співзасновник та виконавчий голова соціального інтернет-сервісу Pinterest, який дозволяє користувачам упорядковувати зображення, посилання, рецепти тощо.

## Ранній життєпис
Бен Зільберманн народився в штаті Айова в 1982 році, а виріс у Де-Мойні, штат Айова. Його батьки, Джейн Вонг та Ніл Зільберманн працюють офтальмологами. У 1998 році Зільберманн навчався в науково-дослідному інституті Массачусетського технологічного інституту. У 1999 році він закінчив Центральну академію Де-Мойна та Де-Мойн Рузвельта. Потім закінчив Єльський університет навесні 2003 року за спеціальністю «Політологія».

## Кар'єра
До Pinterest (який був запущений у березні 2010 року) Бен Зільберманн працював у Google у групі створення онлайн-реклами. Однак через деякий час він залишив компанію та почав розробляти власні програми для iPhone разом зі своїм другом по коледжу Полом Скіаррою. Після того, як їхній початковий додаток Tote, не набув значної популярності, співзасновники об'єдналися з Еваном Шарпом, щоб створити продукт для pinboard, який згодом отримав назву Pinterest.
Зільберман вважає, що Pinterest зародився завдяки його зацікавленістю колекціонуванням у дитинстві. «Колекціонування показує про те, ким ти є», — сказав він, і коли вони подивилися мережу Інтернет, «там не було місця, щоб ділитися власними захопленнями». Збір коштів для створення Pinterest довгий час було для нього перешкодою. Зільберманн брав участь у конкурсі бізнес-планів студентів коледжів і сказав, що «нагородою була зустріч із представниками венчурного капіталісту First Market Capital у Нью-Йорку, які дали йому половину потрібних коштів».
Трохи більше ніж через дев'ять років після запуску Pinterest компанія провела IPO у квітні 2019 року, яке оцінило компанію приблизно в 12 мільярдів доларів, перевершивши всі можливі очікування.
28 червня 2022 року було оголошено, що Зільберманн залишить посаду головного виконавчого директора та перейде на посаду виконавчого голови, а експерт з онлайн-комерції Білл Реді стане головним виконавчим директором і членом ради директорів.

## Особисте життя
Бен Зільберманн одружений з Діві Бхаскаран. У шлюбі народилося двоє дітей. Його дружина закінчила факультет біомеханіки та біомедичної інженерії Університету Теннессі. Родина проживає в Сан-Франциско, Каліфорнія.